# Deutsche Tischtennis-Meisterschaft 1982
Die 50. nationale Deutsche Tischtennis-Meisterschaft fand vom 5. bis 7. März 1982 in Hannover in der Stadionsporthalle statt.
Hervorragend erwies sich wieder Ursula Kamizuru, die ihren Titel im Einzel und im Doppel mit Kirsten Krüger verteidigte. Lediglich im Mixed musste sie sich mit Platz zwei hinter Jürgen Rebel/Susanne Wenzel begnügen. Im Einzel war es ihr vierter Titelgewinn in Folge. Deutscher Meister bei den Herren wurde  Georg Böhm, das Doppel gewannen Wilfried Lieck/Manfred Nieswand.
| Platz | Herreneinzel     | Dameneinzel         | Herrendoppel                        | Damendoppel                           | Mixed                               |
| ----- | ---------------- | ------------------- | ----------------------------------- | ------------------------------------- | ----------------------------------- |
| 1     | Georg Böhm       | Ursula Kamizuru     | Wilfried Lieck/Manfred Nieswand     | Ursula Kamizuru/Kirsten Krüger        | Jürgen Rebel/Susanne Wenzel         |
| 2     | Heiner Lammers   | Monika Kneip-Stumpe | Michael Krumtünger/Reinhard Sefried | Susanne Wenzel/Anke Olschewski        | Ralf Wosik/Ursula Kamizuru          |
| 3     | Ralf Wosik       | Susanne Wenzel      | Peter Stellwag/Heiner Lammers       | Andrea Ullmann/Anja Spengler          | Hans-Joachim Nolten/Margit Freiberg |
| 3     | Engelbert Hüging | Anke Olschewski     | Ralf Wosik/Peter Engel              | Wiebke Hendriksen/Monika Kneip-Stumpe | Peter Becker/Dagmar Solja-Andruszko |

Peter Stellwag, der Sieger der drei letzten Meisterschaften, war gesundheitlich angeschlagen und schied bereits im Achtelfinale gegen Michael Plum aus. Etwas tragisch die Bilanz von Monika Kneip-Stumpe: Nach 1972, 1973 und 1974 erreichte sie erneut das Endspiel, ein Titelgewinn gelang ihr aber nie. Für Wilfried Lieck war es der sechste Titel im Doppel seit 1966. Diesmal verlor das Duo Lieck/Manfred Nieswand keinen einzigen Satz. Als größte Sensation galt der Sieg des norddeutschen Mixedpaares Axel Brunner/Freja Runge (Bremen/Kronshagen) in der ersten Runde gegen Wilfried Lieck/Kirsten Krüger.